# Préalpes de Nice
Pour les articles homonymes, voir Préalpes.
Les Préalpes de Nice sont un massif des Préalpes du Sud situé pour l'essentiel au sud-est du département français des Alpes-Maritimes et, pour une très petite partie, dans la région italienne de Ligurie entre la partie aval de la Roya et la frontière franco-italienne.

## Géographie

### Situation
Le massif s'étend jusqu'à la mer Méditerranée entre les Préalpes de Castellane (à l'ouest du Var), le massif du Mercantour-Argentera (au sud des rivières Planquette et Caïros) et les Alpes ligures (à l'ouest de la Roya).
Entre Nice et Vintimille, il surplombe le plus souvent la partie orientale de la Côte d'Azur par des escarpements liés à une faille d'effondrement.

### Principaux sommets
- Massif de l'Authion : pointe des Trois Communes (2 080 m, point culminant du massif), Mille Fourches (2 042 m), l'Authion (1 889 m)
- Mont Ventabren, 1 976 m
- Mangiabo, 1 821 m
- Cime de la Calmette, 1 786 m
- Cime de Peïra-Cava, 1 581 m
- Cime des Vallières, 1 580 m
- l'Arbouin, 1 572 m
- Cime de Suorcas, 1 516 m
- Cime de Rocca Sièra, 1 501 m
- Cime du Simon, 1 490 m
- Pierre Plate, 1 481 m
- Cime de Colle Basse, 1 417 m
- Mont Férion, 1 412 m
- Grand Mont, 1 378 m
- Cime du Grand Braus, 1 332 m
- Cime de Baudon, 1 266 m
- Mont Agel, 1 151 m
- Roc d'Orméa, 1 132 m

### Géologie
Ces préalpes sont constituées de calcaires argileux (molasse).